# Bo G. Andersson (journalist)
För andra betydelser, se Bo G. Andersson.
Karl Bo Gunnar Andersson, född den 20 november 1953 i Valdemarsvik, är en svensk journalist, författare och konsult, som bland annat varit redaktör för DN Debatt.

## Biografi
Efter universitetsexamina i kemi och biologi vid Linköpings universitet läste Bo G Andersson 1976-77 vid Journalisthögskolan i Göteborg och gjorde året därpå militärtjänst på tidningen Värnpliktsnytt. Efter kortare anställningar på Borås Tidning, Västerviks-Tidningen, Land och Miljötidningen, blev han den 15 maj 1980 fast anställd på Dagens Nyheter (DN). På DN arbetade han bland annat som undersökande reporter, nyhets- och nattchef innan han blev chef och redaktör för DN Debatt den 25 maj 2009, en post han behöll fram till den 1 maj 2012.  
Efter den långa anställningen på Dagens Nyheter, sammanlagt 32 år, bytte Andersson inriktning på karriären. Från den 20 augusti 2012 fram till mitten av juni 2016 var han anställd som projektledare på pr-byrån Westander. Under hösten 2016 väckte han liv i en tidigare firma från 1980- och 1990-talen, Bo G Word Services, där han under tre år drev egen verksamhet som senior rådgivare och mediespecialist. Firman erbjöd tjänster inom områden som debattartiklar (skrivhjälp, föreläsningar och kurser), medieträning och kriskommunikation. Från den 1 februari 2020 är Andersson verksam som fristående journalist och författare. 

## Boforsaffären
Andersson uppmärksammades under 1980- och 1990-talen för sin rapportering om den så kallade Boforsaffären. 1988 utgav han tillsammans med Bjarne Stenquist boken Vapensmugglarna, som avslöjar hyckleriet kring den svenska vapenexporten och dokumenterar smuggelaffärerna. 1993 skrev han och Christoph Andersson boken Die Akte Bofors, som avslöjar företagets samarbete med östtyska Stasi. De båda producerade 1996 i samarbete med SVT och filmaren Håkan Pieniowski dokumentärfilmen Den stora krutbluffen på samma tema, filmen sändes på SVT i september 1996.

## Palmemordet
Vid tiden för mordet på Olof Palme tillhörde Andersson DN:s kriminalredaktion, han var ledig på mordkvällen den 28 februari 1986 och blev strax efter midnatt uppringd av tidningens nyhetschef som bad honom rycka in så tidigt som möjligt på morgonen. Han anmälde sig vid redaktionen innan klockan sex på morgonen och begav sig tillsammans med journalistkollegan Rolf Stengård och nyhetstecknaren Tomas Lampell till mordplatsen. Andersson beskrev sina intryck från mordplatsen i ett avsnitt av podcasten Palmemordet 2021 som en känsla av overklighet. De anlände enligt egen utsago till en stilla och folktom mordplats någon gång innan klockan sex. Han upplevde den bristande avspärrningen som mycket egendomlig. Det var enligt Andersson i praktiken ingen avspärrning, utan några hängande plastband kring ett 10 gånger 15 meter stort område som han och hans kolleger tilläts kliva över för att fritt röra sig inom.
Andersson fortsatte bevaka Palmermordet under sin karriär på DN, bland annat i egenskap som chef för inrikesredaktionen. Han är kritisk till hur dåvarande chefredaktören Christina Jutterström våren 1986 gav journalisten Ann-Marie Åsheden i uppdrag att under utredningens gång i hemlighet intervjua spaningsledaren Hans Holmér på dennes villkor och bakom ryggen på tidningens redaktion. När arrangemanget blev känt för redaktionen protesterade de både internt och offentligt. Jutterström blev väldigt ifrågasatt och redaktionen tappade förtroende för sin ledning. Andersson övervägde att likt Rolf Stengård lämna tidningen, men valde att stanna på grund av sitt engagemang i granskningen av Boforsaffären och det ansvar han kände kring det.
I dokumentären 30 sekunder av Andersson och Håkan Pieniowski som sändes på SVT i februari 2023 framförs teorin att den tidigare misstänkta och i hovrätten friade Christer Pettersson befann sig på den omedelbara mordplatsen sekunderna efter mordet, men som oskyldig. Med hjälp av uppgifter rörande trafikljusens styrning vid korsningen Tunnelgatan-Sveavägen på mordnatten tog man i dokumentären fram en ny kronologi för de första 30 sekunderna efter mordet på statsministern.

## Föreningsengagemang och utmärkelser
Bo G Andersson är en av grundarna av Föreningen Grävande Journalister. Han har också under många år varit medlem i det internationella journalistnätverket ICIJ (International Consortium of Investigative Journalists) och har fått flera journalistiska utmärkelser, bland annat Svenska Carnegieinstitutets journalistpris och Vilhelm Moberg-stipendiet.